# Stade Nino-Manconi
Le stade Nino-Manconi (en italien : Stadio Nino Manconi), est un stade omnisports italien, principalement utilisé pour le football, situé dans la ville de Tempio Pausania, en Sardaigne.
Le stade, doté de 4 000 places et inauguré en 1988, sert d'enceinte à domicile à l'équipe de football de l'Unione Sportiva Tempio 1946.

## Histoire
Le stade est construit en 1988, avec 1 700 places couvertes sur les 4 000.
En 2003, le stade devient le nouvel antre à domicile du club du Cagliari Calcio, alors club de Serie B.